# Tetrapyrrol
Tetrapyrroler är en grupp kemiska föreningar som består av fyra pyrrolringar. Bortsett från i corrin är pyrrolringarna sammanbundna med bryggor innehållande en kolatom, i en antingen linjär eller cyklisk struktur.
Linjära tetrapyrroler sammanbundna med tre en-kolsbryggor:
- Bilaner: bilirubin
- Fykobiliner (finns i cyanobakterier)

Cykliska tetrapyrroler, sammanbundna med fyra en-kolsbryggor:
- Porfyriner
- Klorofyller